# وولف شميت
وولف دايترش كريستيان شميت المعروف لاحقا بهاري ويليامسون (7 ديسمبر 1911م - 19 أكتوبر 1992م) هو مواطن دانماركي و جاسوس مزدوج عمل في برنامج مكتب المخابرات البريطانية الخامس المسمى برنامج الخيانة الثنائية ضد الألمان في الحرب العالمية الثانية تحت اسم تايت. قيل عن شميت بانه «احد 7 جواسيس غيروا العالم».

## كعميل مزدوج
ارسلت المخابرات النازية شميت بالباراشوت للتتجسس على البريطانيين تحت اسم لايونهاردت في سبتمبر 1940 ولكنه ما لبث ان تم القبض عليه بوشاية زميل له معتقل بعد ان وعده معتقلوه البريطانيون انهم لن يعدموا الجواسيس المعتقلين إذا اخبرهم بموعد قدوم الجاسوس القادم.
رضخ شميت لمعتقليه بعد الاستجوابات واصبح عميلا مزدوجا تحت اسم تايت. قام شميت باول اتصال بالالمان تحت اسم لايونهاردت في أكتوبر من العام نفسه وواظب على اعطائهم معلومات خاطئة تحت اشراف الاستخبارات البريطانية.
واصل شميت ارسالاته تحت اسم لايونهاردت إلى ألمانيا حتى 2 مايو 1945، أي يومين بعد انتحار أدولف هتلر. خلال مجرى عمله، مرض شميت واضطر البريطانيون إلى تقليد صوته والإرسال تحت اسم لايونهاردت بدلا عنه، الا انه كان يكتب الرسائل التي كان الضابط البريطاني الذي يتقمص دوره يرسلها إلى الالمان.
في ربيع عام 1941 طلب شميت من الالمان -بصفته جاسوسا لهم تحت اسم لايونهاردت- مبالغ مالية لتساعده في التجسس على البريطانيين على حد زعمه ومن ثم حاولت المخابرات الألمانية إرسال جاسوس اخر بالباراشوت لايصال المبلغ الا انه تم القبض عليه واعدامه من قبل السلطات البريطانية. بعد هذه المحاولة الفاشلة، تمكن الالمان من ايصال النقود إلى شميت عن طريق دبلوماسي ياباني، مما يبين حجم التعاون الألماني-الياباني في الحرب العالمية الثانية. في يوليو من نفس العام، طلب شميت من الالمان مقدار 20 الف جنيها استرلينيا (ما يساوي 2 مليون دولار أمريكي في 2017)، الامر الذي مكنه من شراء منزل في لندن. في نفس الوقت، اخبر شميت الالمان تحت اسم لايونهاردت بانه يسكن في مزرعة في الريف ليتفادى التجنيد الإجباري مما يجعله لا يستطيع ان يرسل كمية كبيرة من المعلومات اليهم.
شارك شميت في عملية بوديجارد البريطانية التي هدفت إلى الهاء الالمان عن الخطط البريطانية-الأمريكية لغزو نورماندي. اخبر شميت الالمان تحت اسم لايونهاردت بانه يتابع تحركات «مجموعة الجيش الأمريكي الأولى» الخيالية التي تخطط لغزو فرنسا عن طريق بادكاليه (كان الحلفاء يخططون لغزو فرنسا عن طريق نورماندي) على حد زعمه في قرية واي في كنت و قام بارسال جداول التحرك (الخيالية) للألمان الذين ظنوه انجازا عظيما فمنحوه وسام الصليب الحديدي تقديرا لجهوده.

الشعار الذي زود شميت الألمان به على انه شعار "مجموعة الجيش الأمريكي الأولى" المزعومة